# Andrei Ciobanu
Andrei Ciobanu (Bârlad, 18 gennaio 1998) è un calciatore rumeno, centrocampista o attaccante dell'Oțelul Galați.

## Caratteristiche tecniche
Nasce centrocampista centrale, fa della velocità e della tecnica le sue armi migliori dimostra anche una buona duttilità che lo rende utilizzabile sia come esterno destro a centrocampo in un 4-4-2 che come ala destra in un attacco a 3.

## Statistiche
Statistiche aggiornate al 25 febbraio 2023.

### Presenze e reti nei club
| Stagione                 | Squadra                  | Campionato               | Campionato | Campionato | Coppe nazionali | Coppe nazionali | Coppe nazionali | Coppe continentali | Coppe continentali | Coppe continentali | Altre coppe | Altre coppe | Altre coppe | Totale | Totale | Totale |
| Stagione                 | Squadra                  | Comp                     | Pres       | Reti       | Comp            | Pres            | Reti            | Comp               | Pres               | Reti               | Comp        | Pres        | Reti        | Pres   | Reti   |        |
| ------------------------ | ------------------------ | ------------------------ | ---------- | ---------- | --------------- | --------------- | --------------- | ------------------ | ------------------ | ------------------ | ----------- | ----------- | ----------- | ------ | ------ | ------ |
| 2015-2016                | Viitorul Costanza        | L1                       | 2          | 1          | CR              | 2               | 0               |                    | -                  | -                  |             | -           | -           | 4      | 1      |        |
| 2016-2017                | Viitorul Costanza        | L1                       | 2          | 0          | CR              | 0               | 0               |                    | -                  | -                  |             | -           | -           | 2      | 0      |        |
| 2017-2018                | Viitorul Costanza        | L1                       | 16         | 2          | CR              | 2               | 0               | UCL                | 0                  | 0                  |             | -           | -           | 18     | 2      |        |
| 2018-2019                | Viitorul Costanza        | L1                       | 23         | 1          | CR              | 3               | 1               | UEL                | 1                  | 0                  |             | -           | -           | 27     | 2      |        |
| 2019-2020                | Viitorul Costanza        | L1                       | 32         | 3          | CR              | 1               | 0               | UEL                | 0                  | 0                  |             | -           | -           | 33     | 3      |        |
| 2020-2021                | Viitorul Costanza        | L1                       | 35         | 9          | CR              | 1               | 0               |                    | -                  | -                  |             | -           | -           | 36     | 9      |        |
| Totale Viitorul Costanza | Totale Viitorul Costanza | Totale Viitorul Costanza | 110        | 16         |                 | 9               | 1               |                    | 1                  | 0                  |             | -           | -           | 120    | 17     |        |
| 2021-2022                | Farul Costanza           | L1                       | 31         | 2          | CR              | 1               | 0               |                    | -                  | -                  |             | -           | -           | 32     | 2      |        |
| 2022-2023                | Rapid Bucarest           | L1                       | 13         | 0          | CR              | 3               | 0               |                    | -                  | -                  |             | -           | -           | 16     | 0      |        |
| Totale carriera          | Totale carriera          | Totale carriera          | 154        | 18         |                 | 13              | 1               |                    | 1                  | 0                  |             | -           | -           | 168    | 17     |        |

## Palmarès

### Club

#### Competizioni nazionali
- Campionato rumeno: 1

Viitorul Costanza: 2016-2017
- Coppa di Romania: 1

Viitorul Costanza: 2018-2019
- Supercoppa di Romania: 1

Viitorul Costanza: 2019